# تیم ملی بسکتبال مردان بریتانیا

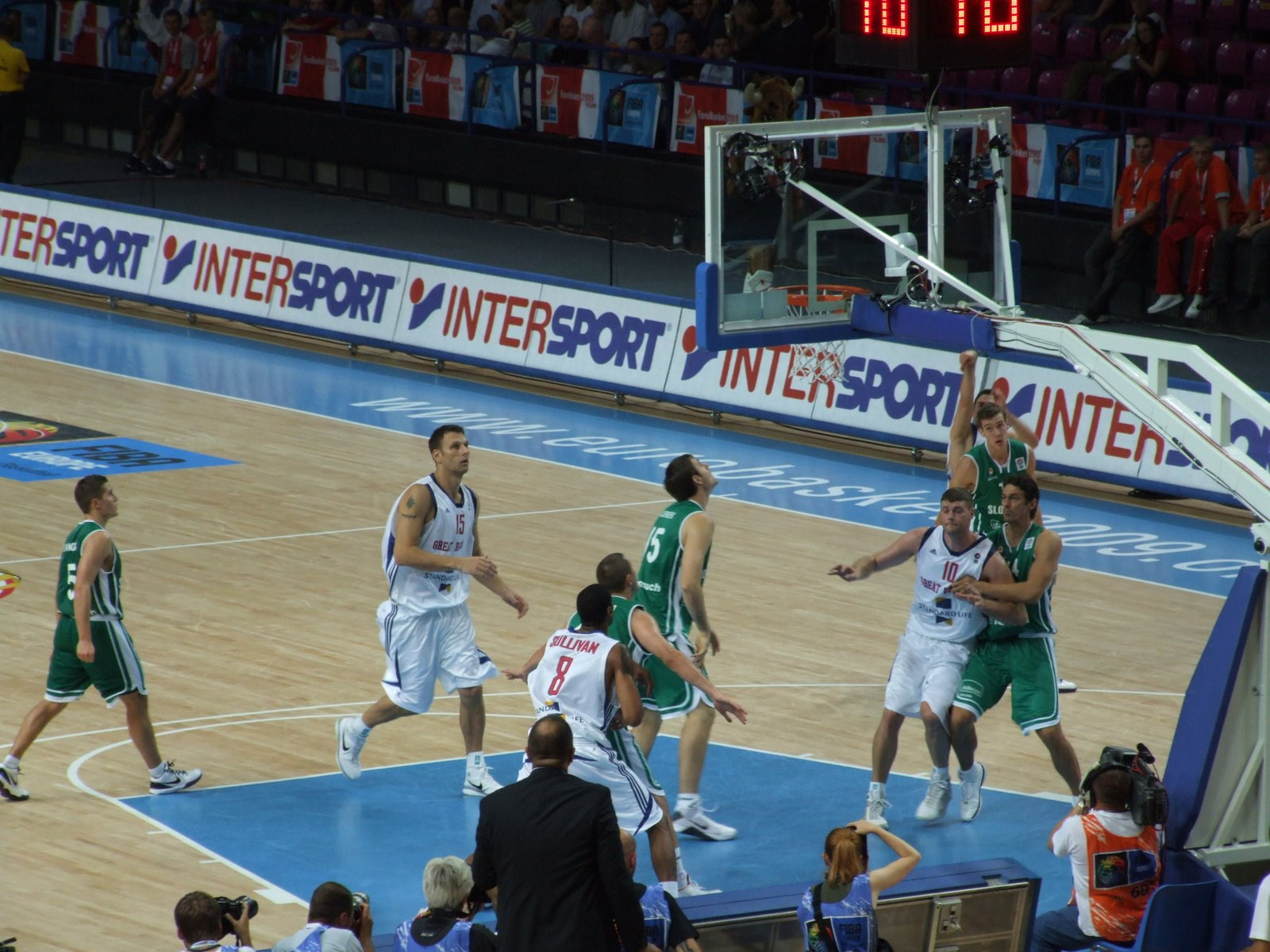

تیم ملی بسکتبال مردان بریتانیا ، نام تیم رسمی مردان بزرگسال بریتانیای کبیر است.
این تیم در رده‌بندی برتر تیمهای بسکتبال جهان در سال ۲۰۱۲ در رتبه ۴۳ قرار داشت.